# Icom (Unternehmen)
ICOM K.K. (jap. アイコム株式会社, Aikomu kabushiki-gaisha) ist ein japanisches Unternehmen mit Sitz in Osaka, das Funkgeräte für professionelle und Freizeit-Anwender sowie militärische Kommunikation baut und entwickelt. Die japanische Aktiengesellschaft wird an der Tokyo und Osaka Stock Exchange gehandelt.

## Geschichte
Die Ursprünge des Unternehmens gehen zurück auf die im Jahre 1954 durch den Japaner Tokuzō Inoue (井上 徳造, Inoue Tokuzō; Amateurfunkrufzeichen: JA3FA) gegründetes Unternehmen Inoue Denki Seisakusho (井上電機製作所).
Deren Firmierung wurde im Jahr 1964 geändert, der Unternehmensname (Firma) lautet seit dem ICOM (Inoue COMmunications).
Im Jahr 1976 wurde in Deutschland in die erste ausländische Niederlassung in Düsseldorf gegründet. Der Standort in den USA wurde erst im Jahr 1979 geschaffen. Icom produziert und vertreibt Amateurfunk-, Marine-, Flugfunk- und Betriebsfunkgeräte. Dazu kommt eine Produktreihe von Kommunikationsempfängern auch für den kommerziellen Einsatz. In Deutschland werden die Geräte u. a. für den BOS-Funk eingesetzt. ICOM etablierte und vertreibt seit 2002 das D-STAR-System. Das proprietäre Verfahren dient der digitalen Informationsübertragung im Amateurfunk.
Ab 2008 wird ein vergleichbares Verfahren auch für den Betriebsfunk nach dem NXDN-Standard auf den Markt gebracht, von Icom unter dem Namen IDAS vermarktet.
ICOM gilt neben Yaesu Musen, Alinco, Kenwood als einer der führenden japanischen Hersteller von Amateurfunkgeräten.

## ICOM-Funkgeräte
Icom baut Geräte für den Amateurfunk, Seefunk, Betriebsfunk, Flugfunk und Streitkräfte weltweit.
Die U.S. Army nutzt seit 2005 Geräte der Icom F43G Handfunkgeäte-Serie für die digitale verschlüsselte Kommunikation zwischen einzelnen Soldaten. Die militärische Einkaufsbehörde General Services Administration (GSA) beschaffte 20.000 dieser Geräte mit Zubehör. Die Geräte haben eine Schnittstelle zu Garmin GPS-Geräten.

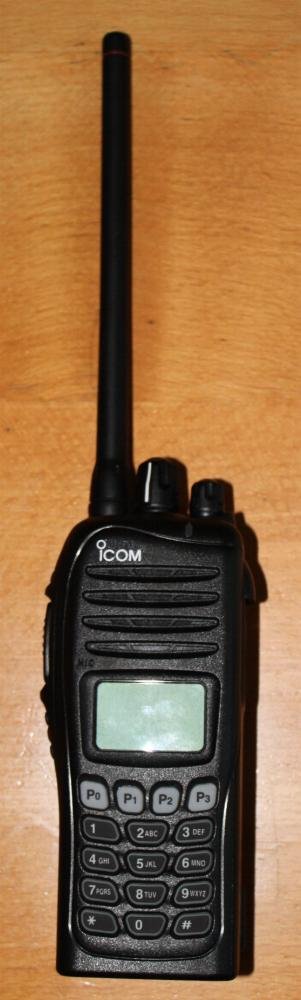
Betriebsfunk: IDAS Handgerät IC-F3162DT
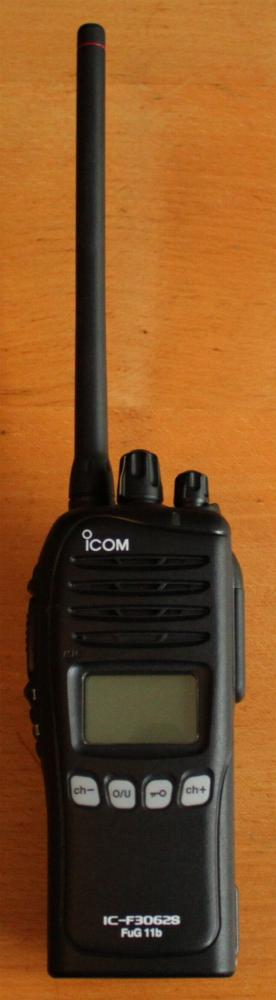
BOS-Funk: FuG-11b Handgerät IC-F3062S
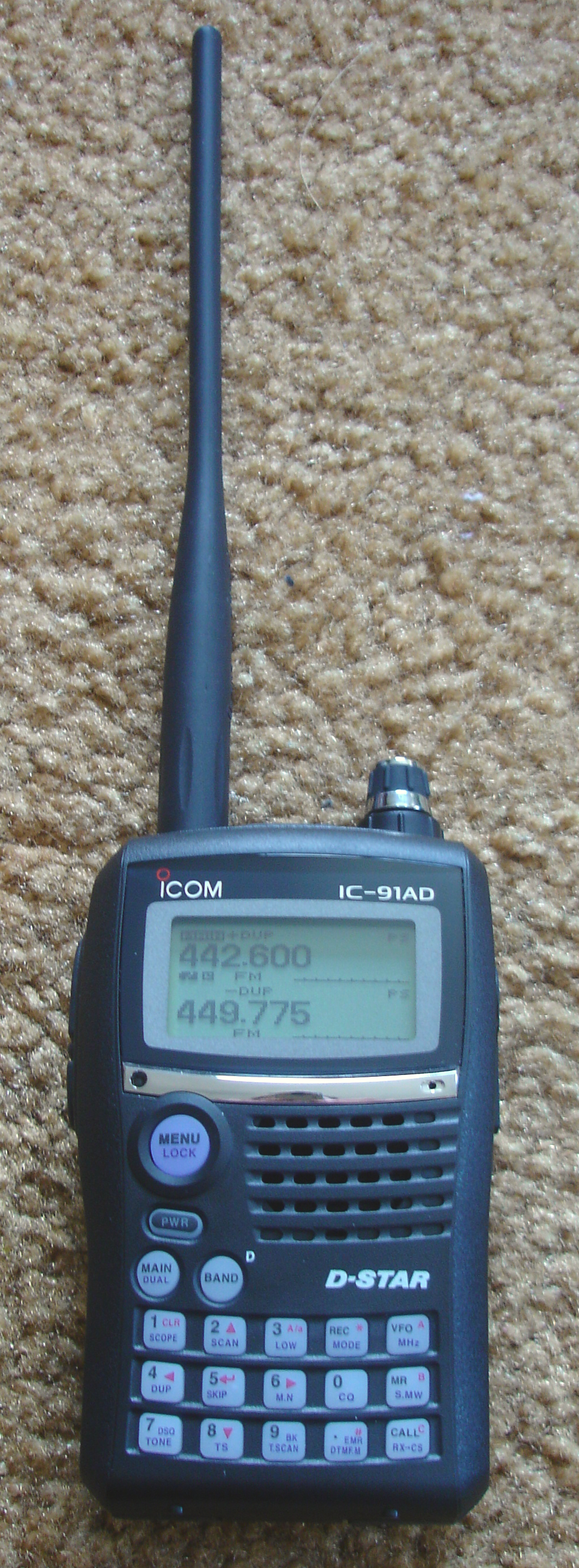
Amateurfunk: D-STAR Handgerät IC-91AD
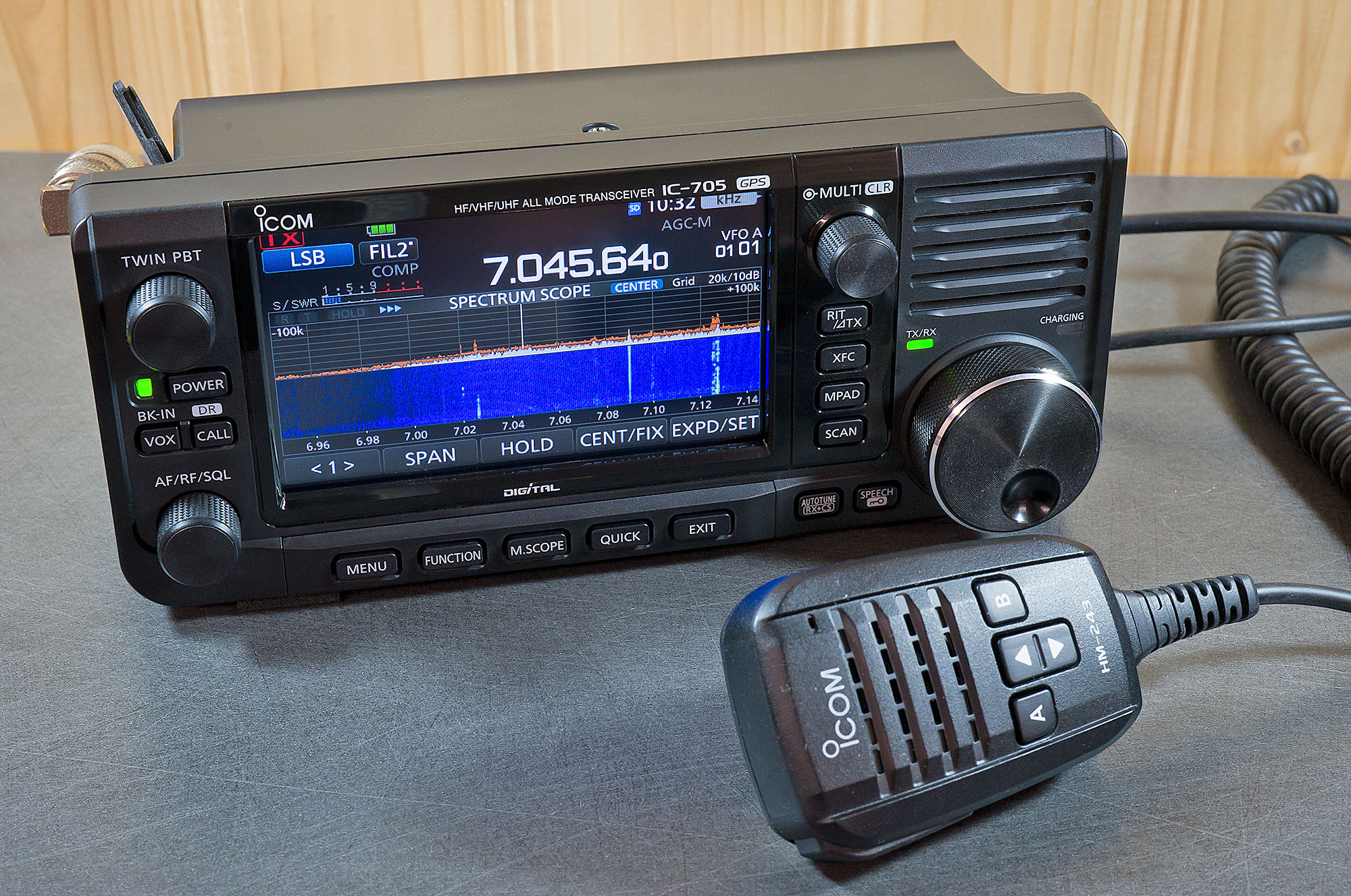
Amateurfunk: Tragbares Kurzwellen/UKW-Gerät IC-705
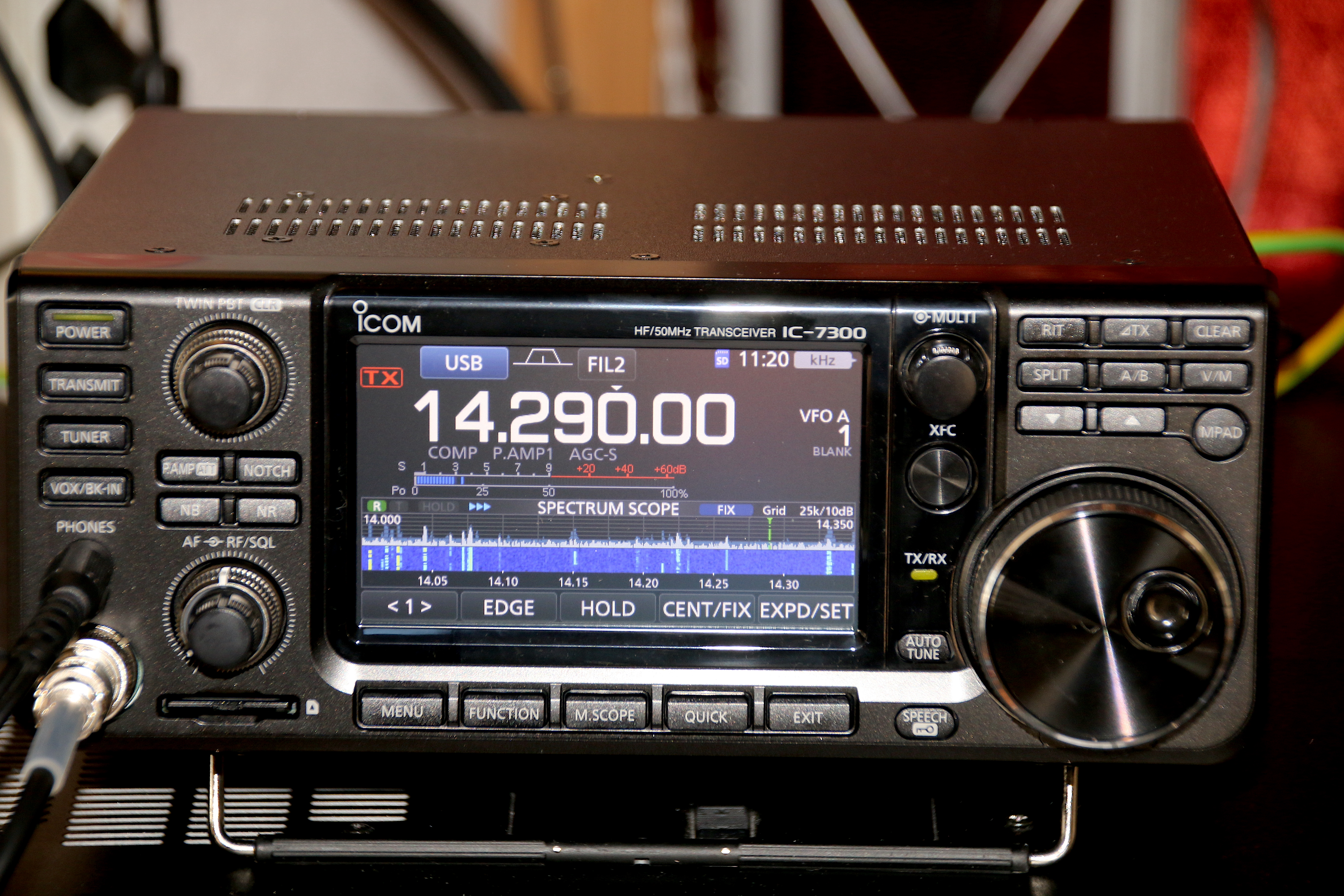
Amateurfunk: Stationsgerät IC-7300